# Mykola Leontovyč
Mykola Dmytrovyč Leontovyč (ukr. Микола Дмитрович Леонтович, eng. Mykola Leontovych); (Ukrajina, Monastyrok, 1. prosinca 1877. - Markivska, 23. siječnja 1921.); je ukrajinski glazbeni skladatelj, dirigent i međunarodno poznati profesor glazbe. Leonotvyč je autor nekoliko svjetski poznatih glazbenih djela, između ostalog skladao je novogodišnje odnosno božićnje djelo Ščedryk 1916., u zapadnom svijetu poznatije kao Carol of the Bells, Ring Christmas Bells ili Ukrainian Bell Carol. Mikolu Leontoviča u jednom od razbojništva ubili su čekisti.

## Ranija biografija
Mykola Leontovyč rođen je u Vinničkoj oblasti blizu mjesta Selevinci. Njegov otac bio je svećenik koji je svirao čelo, violinu i gitaru te je predvodio crkveni zbor. Mikola je upravo od njega naučio osnovne stvari o glazbi. Godine 1887. upisao je gimnaziju u Nimirivu, ali je već nakon prve godine odustao zbog financijskih razloga. Sljedeće godine ponovno se upisao u Šarhorodsku duhovnu školu za početnike, gdje se nije plaćala članarina. 
U razdoblju od 1892. do 1899. Mikola pohađa Podiljsko teološko sveučilište u Kamjanec-Podiljskom, studira glazbenu teoriju i zborno pjevanje. Ondje je nastavio pjevati u glazbenom zboru detaljno proučavajući ukrajinsku duhovnu glazbu. Svoje glazbeno obrazovanje nastavio je stjecati u Kijevu, Moskvi i Jekaterinodaru odnosno današnjem Dnjipru. Jedno vrijeme se povukao u rodni kraj Podilju kako bi samostalno proučavao glazbu. Oženio se Lidijom Pavlenko.

## Ukrajinska literatura
- Дяченко В. М. Д. Леонтович. Малюнки з життя, К., 1941, 1950, 1963, 1969, 1985;
- Леонтович М. Д. 36. статей і матеріалів, упор. В.Довженко, К., 1947;
- Гордійчук М. М. Д. Леонтович. Нарис про життя і творчість, К., 1956;

## Vanjske poveznice
- Enciklopedija Ukrajine: Mikola Leontovič
- Biografija Mikole Leontoviča (ukr.)
- Poslušaj više izvedbi poznate skladbe "Carol of the Bells"  Arhivirana inačica izvorne stranice od 17. travnja 2010. (Wayback Machine)